# John Dietz
John Dietz (n. 24 noiembrie 1870, Germania – d. 11 octombrie 1939, New York City, New York, SUA) a fost un trăgător de tir ce a reprezentat Statele Unite ale Americii, medaliat olimpic. A participat la 2 ediții ale Jocurilor Olimpice (1908, 1912) în care a câștigat două medalii de aur.